# 10158 Taroubou
10158 Taroubou (1994 XK) là một tiểu hành tinh vành đai chính được phát hiện ngày 3 tháng 12 năm 1994 bởi T. Kobayashi ở Oizumi.